# Chopping and channeling
Chopping and channeling是美國一種汽車改裝形式，常見於Hot Rod上，以下幾種技法常會混用，也可以單獨施作。

## Chopping
翻譯可作“削頂”。以切掉車頂、車柱及車窗來減少風阻並提高速度，在直線加速賽中特別流行。削掉後的車窗因近似信箱的投擲口而被稱為“mail slot”。
該歷史可追溯至Hot Rod早期。Sam Barris以他改造的1949年Mercury而被認為是第一位使用Chopping的人。他還新創了一種更先進的技術：把B柱移除，使車子變成無B柱硬頂的形式。

現今也有概念車及量產車會使用Chopping來當作特色，如AMC AMX-GT及Honda N-Box Slash。

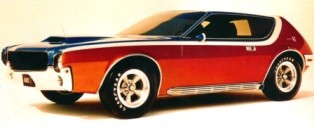
1968 AMC AMX-GT
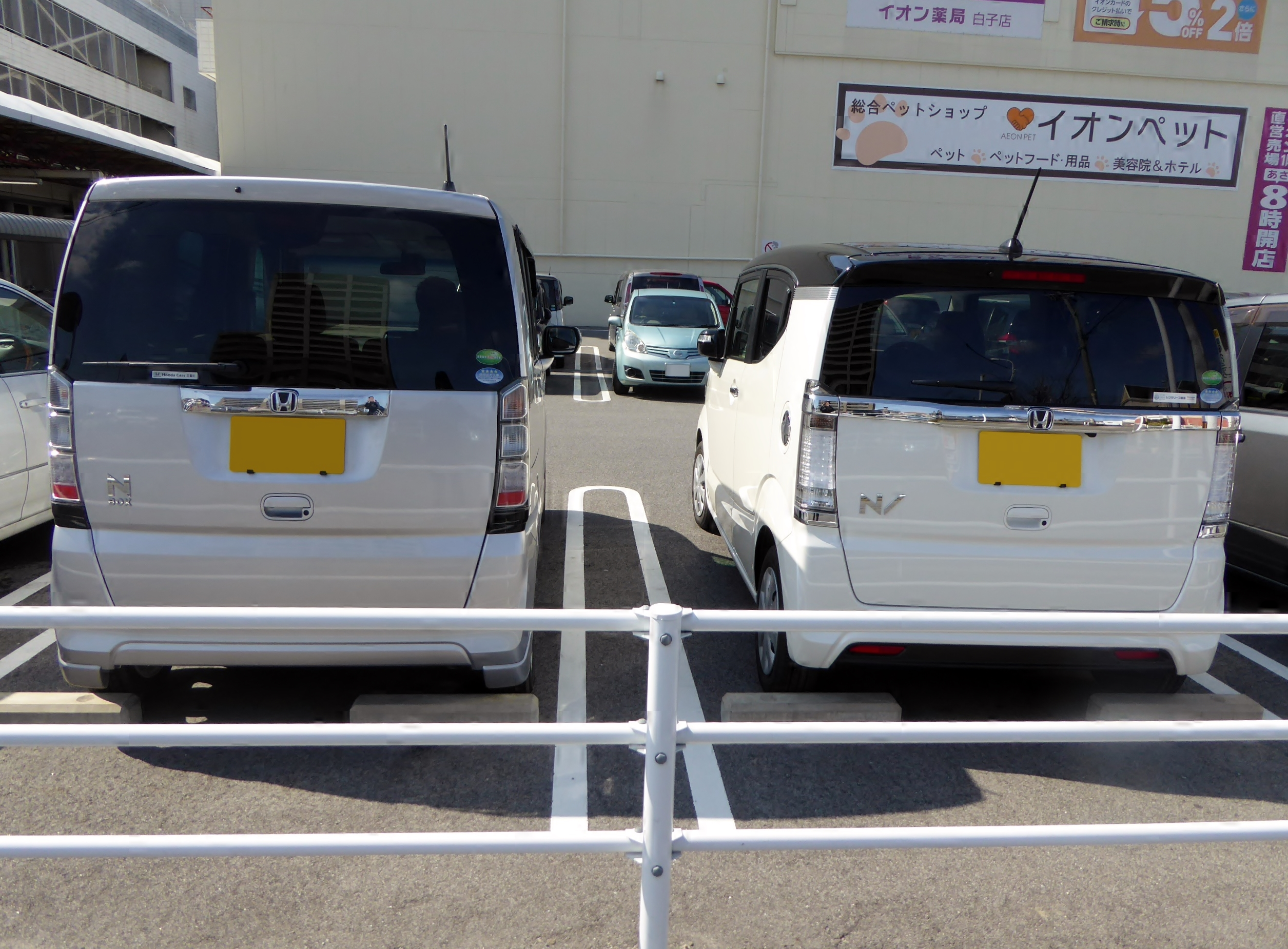
N-Box一般版(左)與Slash版(右)對照

## Channeling
Channeling，在Hot Rod及Lead sled中流行，在皮卡玩家中被稱為“Body drop”。其目的是降低車高，適用在採非承載式車身的車。

施作方法為先將車身暫時抬離車架後把車底切掉，強化車架後再將車身接回。這樣就能讓車身降低而又不需調整懸吊系統。

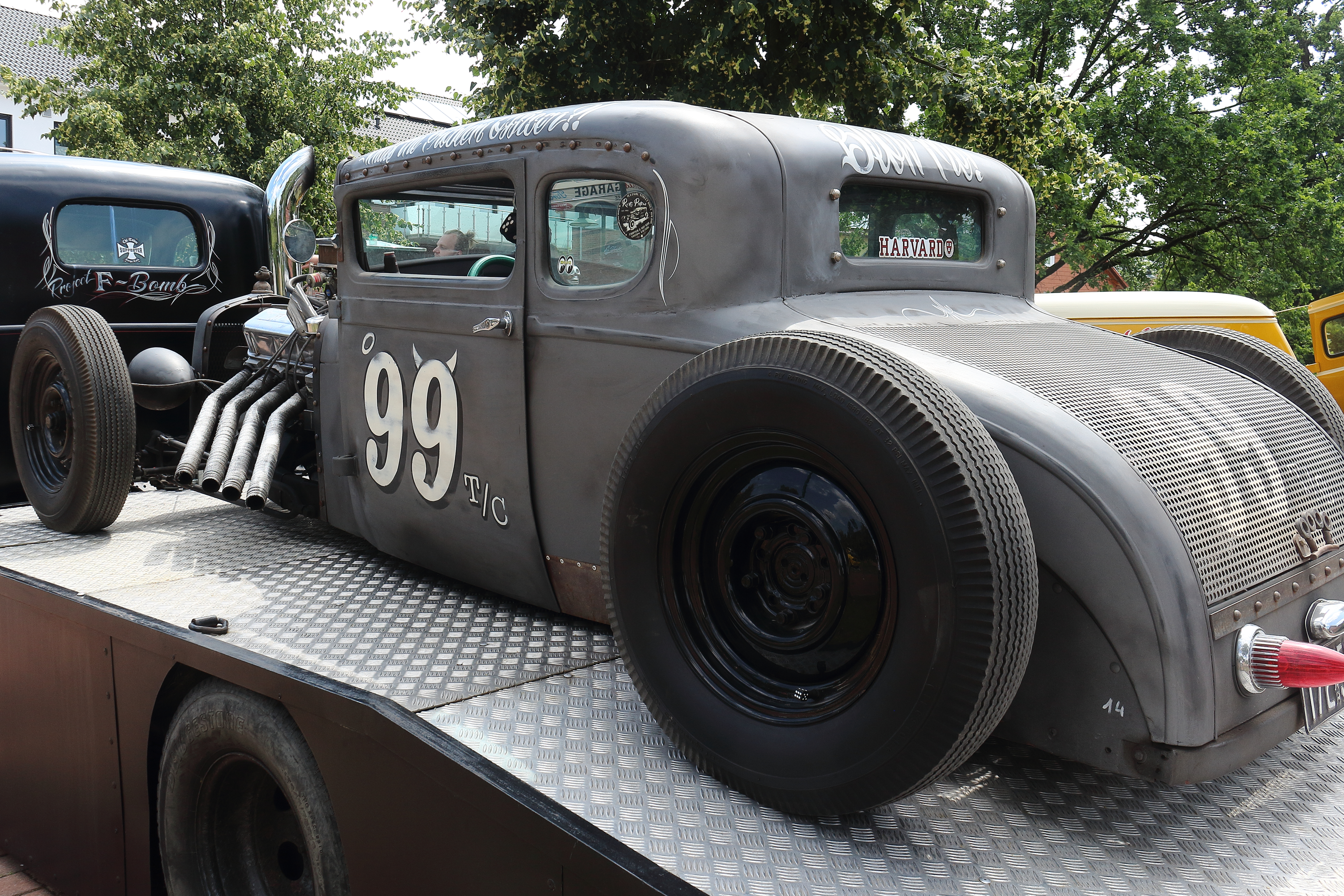
可以看到後車身非常低
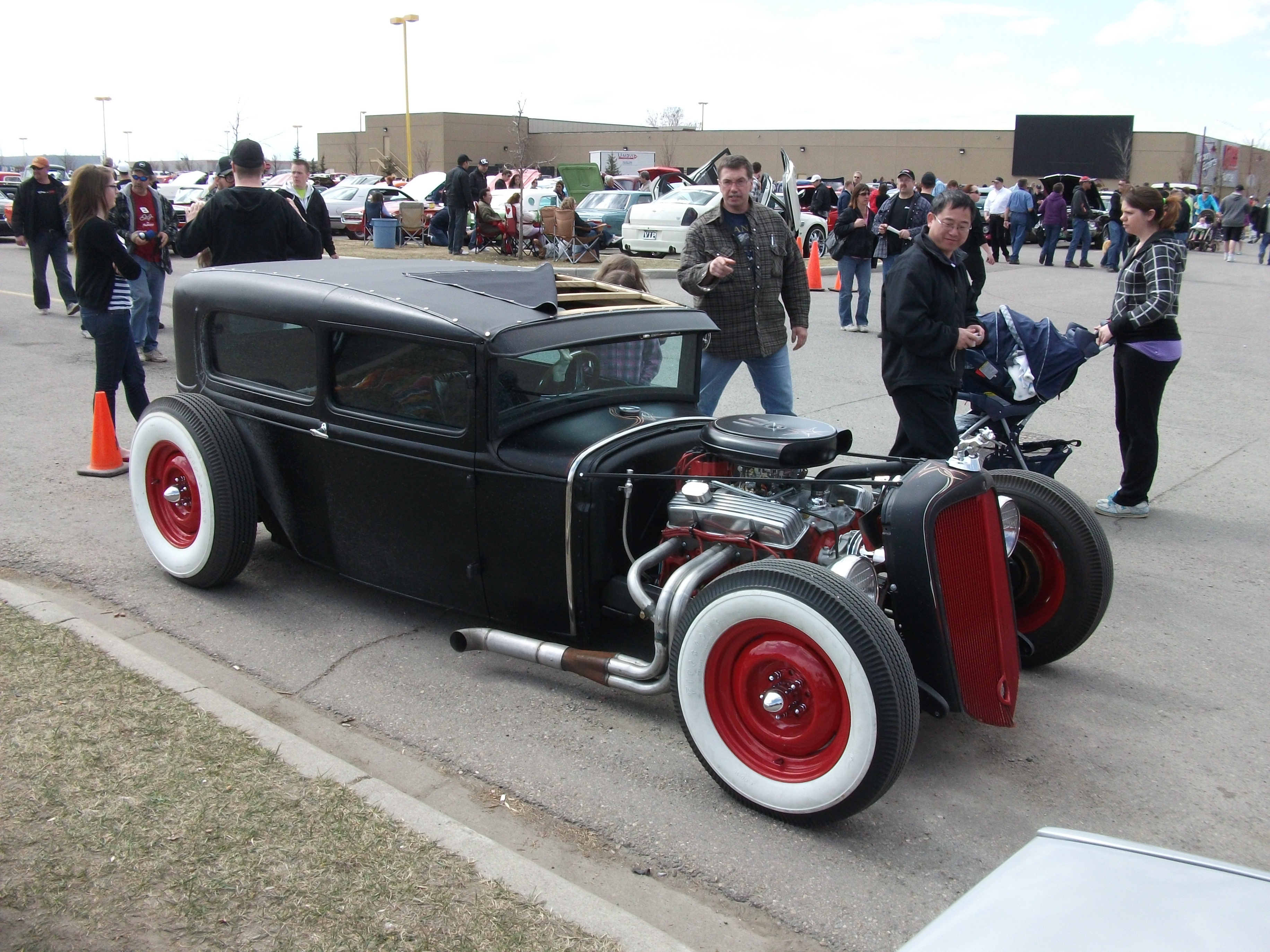
同為Channeling

## Sectioning
此目的一樣是降低車高，也同樣具有降低風阻以加快速度的優點。施作方法為從車身的水平部位切除一部分後再將上下車身焊在一起。

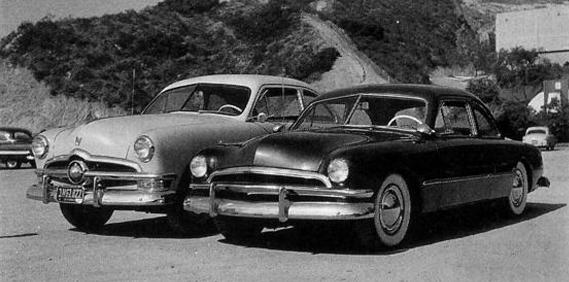
左為一般車身，右為經Sectioning過的車身